# 贝尔热拉克站
贝尔热拉克站是法国的一个铁路车站，位于法国城市贝尔热拉克。

## 位置
贝尔热拉克站位于贝尔热拉克市区的北部，利布尔讷－勒比松铁路607.481公里处。车站大致呈东西走向，开口朝南，面向贝尔热拉克市区。
贝尔热拉克站所在的铁路线将于2019年1月至7月间封闭施工，沿线的铁路客运由临时大巴车代替

## 站台设置
| 北↑ |             |             |               |
| C道 |             | ←波尔多方向 | （始发/终到） |
|     | 岛式        |             |               |
| B道 |             | 萨尔拉方向→ |               |
| A道 |             | ←波尔多方向 |               |
|     | 侧式 主站房 |             |               |
| 南↓ |             |             |               |

## 停靠线路
以下列车线路在贝尔热拉克站停靠：
| 贝尔热拉克站列车线路表 |      |                       |             |              |
| 线路                   | 车种 | 上一站                | 下一站      | 大致运行频率 |
| 波尔多—萨尔拉          | TER  | 加尔多讷              | 库兹/拉兰德 | 每天8趟左右  |
| 波尔多—贝尔热拉克      | TER  | 加尔多讷/拉蒙济圣马丁 | （终点）    | 每天8趟左右  |
| 1.                     |      |                       |             |              |

## 配套交通

### 长途客车
| 停靠贝尔热拉克站的大巴车 |                                  | |
| 上下车地点               | 运营单位                         | 主要线路及目的地 |
| 贝尔热拉克站门口         | 多尔多涅省城际客运 Transpérigord | .3. 朗布拉 · 拉蒙济蒙塔斯特吕克 · 富雷 · 韦尔 · 佩里格 .4. 鲁菲尼亚克德西古莱斯 · 弗洛雅克 · 埃梅 .4A. 布尼亚格 · 伊西雅克 · 埃梅 .5. 克雷斯 · 库兹和圣弗龙 · 拉兰德 |
| 贝尔热拉克站门口         | SNCF Car TER                     | （当某条铁路线施工或罢工时，SNCF可能也会提供途径该线路沿途站点的大巴车）                                                                                             |
| 1. 2. 3.                 |                                  | |

### 城市公共交通
| 贝尔热拉克站附近的市内公共交通线路 |                  | |
| 公交车站名称                       | 位置             | 停靠线路 |
| （火车站综合交通枢纽）             | 贝尔热拉克站门口 | -A- 火车站综合交通枢纽（Pôle Multimodal SNCF） ↔ 拉卡韦伊商业中心（Centre commercial La Cavaille） -B- 尚济（Chanzy） ↔ 德莱特尔（De Lettre） -C- 火车站综合交通枢纽（Pôle Multimodal SNCF） ↔ 德莱特尔（De Lettre） |
| 1.                                 |                  | |

### 社会车辆
贝尔热拉克站门口设有社会车辆停车场。

## 临近车站
| 贝尔热拉克站（Gare de Bergerac） |                      |                 |
| 上行车站                         | 线路                 | 下行车站        |
| 拉蒙济圣马丁站 9km ←             | 利布尔讷－勒比松铁路 | 库兹站 → 17.4km |
| - 本表仅显示运营中的线路及车站   |                      |                 |